# Hạ bạch cầu
Hạ bạch cầu là tình trạng giảm số lượng các tế bào bạch cầu trong máu, khiến bệnh nhân nguy cơ cao nhiễm trùng.
Hạ bạch cầu trung tính, một dưới nhóm giảm bạch cầu đề cập sự giảm số lượng bạch cầu hạt lưu hành trong máu. Thuật ngữ hạ bạch cầu và hạ bạch cầu trung tính đôi khi có thể được thay thế lẫn nhau, do bạch cầu trung tính là chỉ số quan trọng nhất cho nguy cơ nhiễm trùng.

## Nguyên nhân

### Bệnh lý
Hạ bạch cầu có thể là do nhiễm virus cấp tính, như cảm cúm. Liên quan với  hóa trị, xạ trị, myelofibrosis, thiếu máu giảm sinh tủy (không thể sản xuất tế bào bạch cầu, hồng cầu, tiểu cầu), ghép tế bào gốc, ghép tủy, HIV, AIDS, và sử dụng steroid.
Các nguyên nhân khác của hạ bạch cầu bao gồm lupus ban đỏ hệ thống, bệnh Hodgkin, một số loại ung thư, bệnh thương hàn, sốt rét, lao, sốt xuất huyết, rickettsia, lách to, thiếu acid folic, bệnh sốt vẹt, nhiễm trùng huyết, hội chứng Sjögren và bệnh Lyme. Thiếu hụt trong một số chất khoáng như đồng và kẽm cũng gây hạ bạch cầu.
Giả hạ bạch cầu có thể xuất hiện trong thời kỳ đầu nhiễm khuẩn. Các bạch cầu (chủ yếu là bạch cầu trung, đáp ứng đầu tiên với tổn thương) bắt đầu di chuyển về vùng nhiễm trùng. Sự di chuyển của bạch cầu là nguyên nhân khiến tủy xương sản xuất nhiều bạch cầu hơn để chống nhiễm trùng cũng như khôi phục lại bạch cầu lưu thông trong máu, nhưng nếu lấy máu vào thời gian đầu nhiễm trùng, thường xét nghiệm thấy số lượng bạch cầu thấp, hiện tượng này được gọi là "hạ bạch cầu".

### Thuốc
Một số loại thuốc có thể thay đổi về số lượng và chức năng của bạch cầu.
Thuốc gây hạ bạch cầu bao gồm clozapine, một loại thuốc chống trầm cảm, thuốc với tác dụng phụ hiếm gặp dẫn đến giảm toàn bộ bạch cầu hạthạt (bạch cầu trung, bạch cầu base). Các thuốc chống trầm cảm và nghiện thuốc được điều trị bằng bupropion HCl (Wellbutrin) cũng có thể gây ra hạ bạch cầu sau khi sử dụng lâu dài. Minocycline, kháng sinh khá thường gặp, là một loại thuốc khác gây giảm bạch cầu. Cũng có báo cáo về hạ bạch cầu gây ra bởi divalproex natri hoặc valproic acid (Depakote), một loại thuốc sử dụng cho động kinh (kinh), mania (với rối loạn lưỡng cực) và đau nửa đầu.
Thuốc chống động kinh, lamotrigine, cũng liên quan với hạ bạch cầu.<
Các thuốc ức chế miễn dịch, ví dụ như sirolimus, mycophenolate mofetil, tacrolimus, ciclosporin, leflunomide và TNF inhibitors, cũng có biến chứng gây hạ bạch cầu. Interferons được dùng để điều trị xơ cứng rải rác, như interferon beta-1a và interferon beta-1b, cũng gây hạ bạch cầu.
Hóa trị có đích tác dụng là các tế bào sinh sản mạnh, như khối u, cũng có thể ảnh hưởng đến tế bào bạch cầu, do đặc trưng tủy xương phát triển nhanh. Tác dụng phụ chung của  điều trị ung thư là hạ bạch cầu trung tính.
Hạ bạch cầu cũng có thể xuất hiện khi ngộ độc asen.

## Chẩn đoán
Hạ bạch cầu có thể xác định qua công thức máu.
Dưới đây là giới hạn tham khảo các tế bào bạch cầu. 

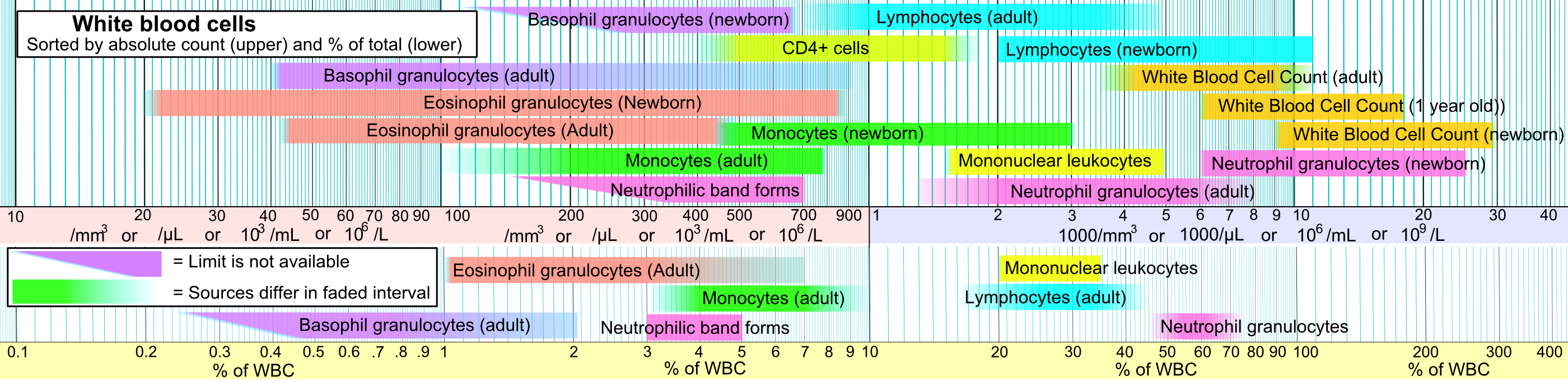